# Binsted (West Sussex)
Binsted – wieś w Anglii, w hrabstwie West Sussex. Leży 12 km od miasta Arundel i 12 km od miasta Chichester. W 1931 roku civil parish liczyła 107 mieszkańców. Binsted jest wspomniana w Domesday Book (1086) jako Benestede.